# アマン・フォー・エマニュエル
アマン・フォー・エマニュエル（原題：Io, Emmanuelle、英題：A Man for Emmanuelle）は1969年のイタリア映画である。日本未公開。

## 概説
エロス映画の金字塔『エマニエル夫人』に先駆けたエマニュエル・アルサン原作の「エマニュエル」をイタリアの女優エリカ・ブラン主演で映像化したものである。ポルノ的要素は殆どなく、どちらかと言えばメロドラマ的要素の強い作品だったという。

## スタッフ
- 監督・脚本：チェザーレ・カネバリ
- 脚本：ジュゼッペ・マンジョーネ、グラジリエラ・ディ・プロスペロ
- 原作：エマニュエル・アルサン
- 撮影：クラウディオ・カトッゾ
- 音楽：ジャンニ・フェリオ

## キャスト
- エマニュエル（英語版）：エリカ・ブラン
- サンドリ：アドルフォ・チェリ
- ラファエロ：パオロ・フェラーリ

## VIDEO&DVD
今のところ日本での国内版発売予定は無く、輸入DVDにより視聴が可能である。